# 중화인민공화국 재정부

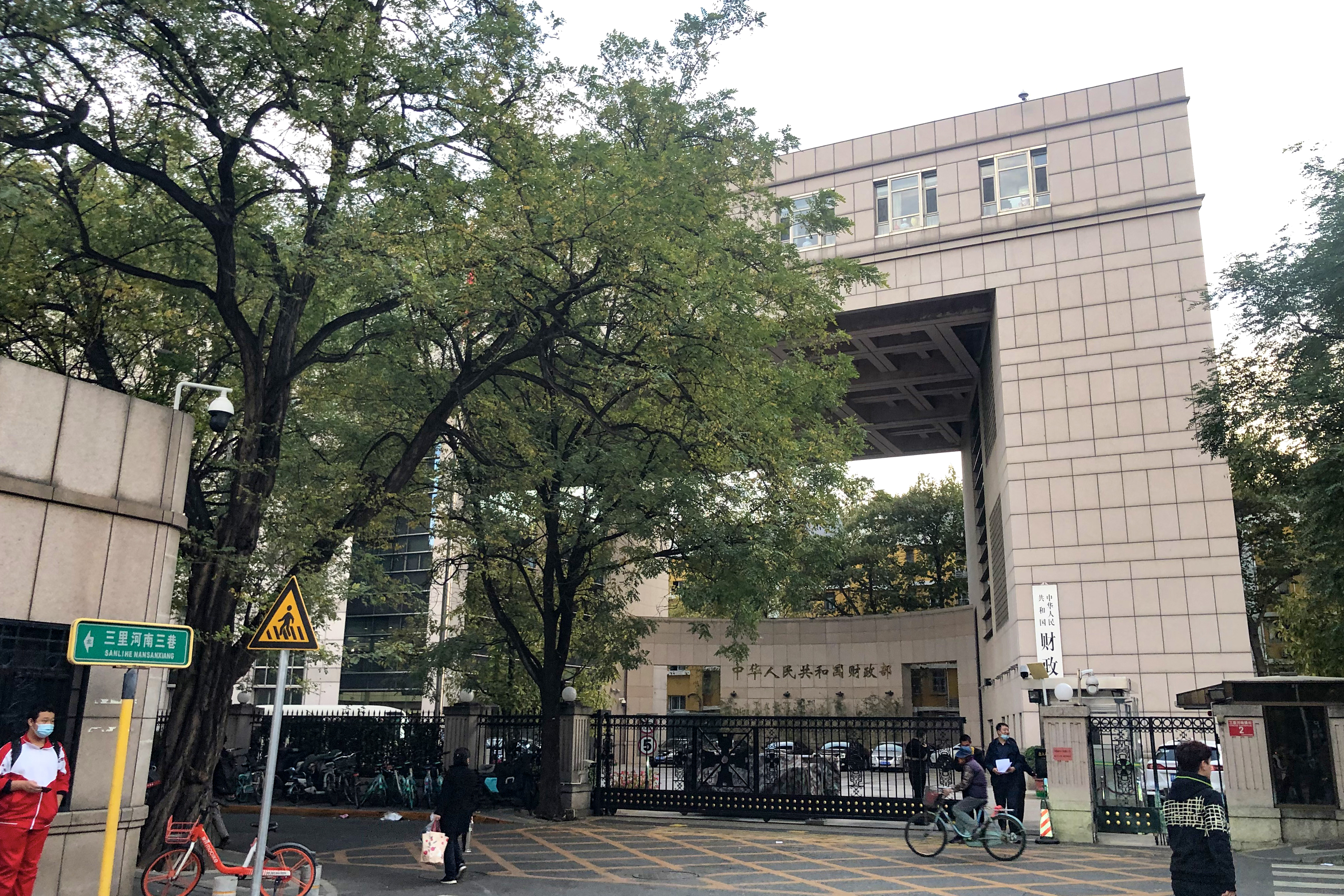

중화인민공화국 재정부(中華人民共和國財政部)는 중화인민공화국 국무원에 속해있는 중화인민공화국의 국가재정을 관리하는 부서이다. 1949년 처음 세워졌다. 산하에 여러 기업, 은행을 두어 운영하고 있다.

## 조직현황

### 현임
- 류쿤(刘昆), 현재 재정부 부장을 맡고 있다.

## 같이 보기
- 중화민국 재정부